# Dahiyat al-Assad
Dahiyat Harasta o Dahiyat al-Assad (en árabe: ضاحية الأس‎ o ضاحية حرستا) es un suburbio en el sur de Siria, administrativamente parte de la gobernación de Rif Dimashq, ubicada al noreste de Damasco, cerca de Harasta en Guta oriental.

## Historia
El suburbio fue establecido en 1982 por Hafez al-Assad para albergar a los oficiales del ejército árabe sirio y sus famil
El 4 de septiembre de 2015, el Observatorio Sirio de Derechos Humanos informó que decenas de proyectiles cayeron sobre Dahiyat al-Assad, información que reportó víctimas. Los enfrentamientos se produjeron entre las fuerzas del régimen y milicianos aliados contra las facciones rebelde e islamista.
El 10 de septiembre de 2015, grupos armados de oposición no estatales avanzaron desde Guta Oriental hacia Tall al-Kurdi y alcanzaron posiciones cercanas a la prisión de Adra y Dahiyat al-Assad. Como resultado, alrededor de 15.000 civiles fueron desplazados temporalmente de Dahiyat al-Asad y las áreas circundantes. Posteriormente, las fuerzas gubernamentales detuvieron los avances en Dahiyat al-Asad.
El 12 de septiembre de 2015, los rebeldes entraron en la ciudad de Dhahiyat Al-Assad, pero, según los informes, las Fuerzas de Defensa Nacional (FDN) los rechazaron. Alrededor de 200 hombres de la 105.ª Brigada de la Guardia Republicana fueron traídos como refuerzos para recuperar dos colinas que dominan Dhahiyat Al-Assad.